# نجاتم بده (وب‌تون)
نجاتم بده (انگلیسی: Save Me; کره‌ای: 화양연화 pt.0 <SAVE ME> به معنای زیباترین لحظه در زندگی، بخش. ۰ <نجاتم بده>) یک وب‌تون محصول کره جنوبی و همکاری مشترک میان بیگ هیت میوزیک و شرکت تابعهٔ محتوای دیجیتال ناور کورپوریشن به نام لیکو است. این وب‌تون همنام ترانهٔ سال ۲۰۱۶ گروه پسرانهٔ بی‌تی‌اس یعنی «نجاتم بده» است و از ۱۷ ژانویه تا ۱۱ آوریل ۲۰۱۹ منتشر شد و شامل ۱۵ قسمت به علاوهٔ یک دیباچه است.
شخصیت‌های مرکزی وب‌تون نجاتم بده خود دیگر هفت عضو بی‌تی‌اس است و از نام واقعی اعضای گروه استفاده شده‌است. این وب‌تون داستان پروتاگونیست کیم سوک جین را برای ما روایت می‌کند، کسی که در یک حلقه زمانی گیر کرده‌است و زندگی‌اش بارها از ۱۱ آوریل آغاز می‌شود و در صورتی این مشکل حل می‌شود که وظیفهٔ سرنوشت سازش یعنی نجات شش دوست صمیمی را به سرانجام برساند.